# 동국제약
동국제약은 대한민국의 제약기업이다.

## 역사
- 1968년 10월 주식회사 UEC 설립
- 1968년 10월 프랑스 라로슈 나바론사(독일,바이엘)의 상처치료제 마데카솔 수입 및 판매
- 1972년 6월 중원신약사 인수
- 1974년 프랑스 라로슈 나바론사(독일,바이엘)의 잇몸질환 치료제 인사돌 수입 및 판매
- 1978년 상처치료제 마데카솔 자체 생산
- 1978년 옥수수불검화정량추출물 제제 합성 성공
- 1982년 3월 회사명을 UEC -> 동국제약 주식회사 및 CI 변경
- 1985년 4월 의약품 합성공장 완공(소재지: 충청북도 진천군 광혜원면)
- 1985년 6월 인사돌 TV광고 시작(그 당시 모델은 송해)
- 1986년 10월 독자기술로 개발을 한 구내염치료제 오라메디 발매
- 1987년 잇몸질환 치료제 인사돌 자체 생산 전환
- 1989년 5월 동국제약 진천공장 제1공장내 중앙연구소 설립
- 1990년 4월 기존제품명 마데카솔을 복합마데카솔로 재출시
- 1990년 5월 악마의 발톱 열매 성분에 류마티스 관절염 치료제 류메피놀 발매
- 1991년 4월 젤리형 변비약 란스오일 수입 및 발매
- 1992년 10월 KGMP 2공장 완공
- 1994년 10월 KGMP 3공장 완공
- 2001년 11월 동국제약 창업주 권동일 작고
- 2007년 4월 중앙연구소를 진천공장 중앙연구소→경기바이오센터 이전
- 2008년 10월 창립 40주년, CI변경
- 2009년 4월 식물 성분이 강화 된 마데카솔케어 재출시
- 2011년 6월 생약성분에 확산성 탈모치료제 판시딜 출시
- 2012년 9월 헬스케어사업부 출범
- 2014년 8월 잇몸질환 치료제 인사돌플러스 발매
- 2014년 11월 동국제약-진천군 광혜원2농공단지 분양계약
- 2017년 3월 동국제약-한림제약 종합소화효소제 다제스 판권 확보 OTC강화
- 2017년 5월 조영제 사업부문 분사 (분사 기업명:동국생명과학)
- 2018년 9월 진천공장 내 천연물 추출 전용공장 준공
- 2019년 11월 동국제약 NEW CI 변경
- 2024년 2월 잇몸치료제 인사돌이 스위스 의약품청에 일반의약품 허가 획득

## 판매 제품
다음의 의약품을 생산, 공급하고 있다.
- 인사돌: 잇몸질환 치료제
- 인사돌플러스: 잇몸질환 치료제
- 마데카솔: 식물성분 상처치료제
- 훼라민큐: 여성 갱년기 치료제
- 오라메디: 구내염 치료제
- 판시딜: 확산성 탈모치료제
- 덴트릭스: 잇몸질환 케어
- 센시아: 정맥순환 개선제[3],
- 치센: 치질 개선제[4]
- 마인트롤: 무기력증 개선 치료제
- 다제스 : 소화효소제[5]
- 카리토포텐: 배뇨개선 치료제
- 디펜스벅스 : 모기기피제
- 타바겐겔 : 진통소염제
- 센텔리안24 : 피부미용(화장품)
- 센스카겔 : 흉터치료제
- 메모레인 : 기억력 감퇴, 집중력 저하, 어지러움 개선 치료제
- 캐니돌 : 반려견 치주질환 치료제

## 사업장 현황
- 진천1, 2공장: 충청북도 진천군 광혜원면 진광로 1103 동국제약
- 진천3공장: 충청북도 진천군 광혜원면 용소2길 33-19 동국제약
- 중앙연구소: 경기도 수원시 영통구 광교로 147 9층 (이의동,경기바이오센터) 동국제약 중앙연구소